# Jehan de Lescurel

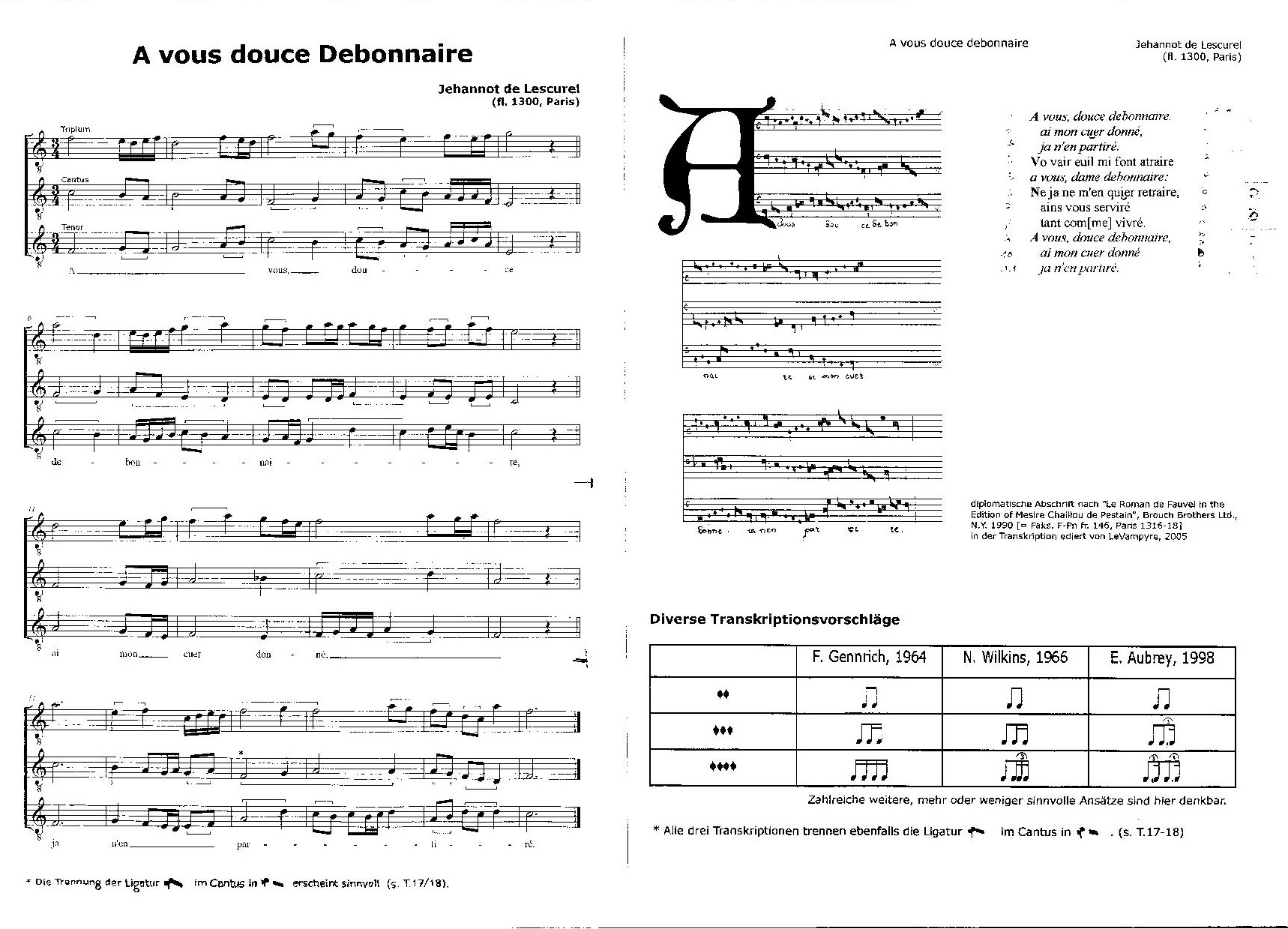
Partition de À vous douce debonnaire, de Jehannot de Lescurel.

Jehan de Lescurel ou Jehannot de Lescurel ou de l'Escurel (dates inconnues) est un poète et compositeur français. En l'état actuel des connaissances, il semblerait qu'il ait vécu à la fin du XIIIe siècle, jusqu'au début du XIVe.

## Biographie
Il existe peu d'éléments sur la vie de Jehannot (ou Jehan) de Lescurel. En 1855 Anatole de Montaiglon, premier éditeur et biographe de Jehan de Lescurel, note : « concernant l’auteur, nous ne pouvons ajouter strictement rien à son nom ». En 1900, dans son Histoire de la littérature française, le philologue allemand d'origine huguenote Hermann Suchier l'identifie pour la première fois à un clerc du même nom, exécuté à Paris en 1304. Selon lui, il aurait été fils d'un bourgeois de Paris nommé Pierre de Lescureul, et est identifié comme clerc, poète et musicien, actif à Paris aux environs du XIIIe siècle. Il aurait été pendu en 1304 au commun gibet des larrons avec trois complices, pour débauches, meurtres et vols. Charles-Victor Langlois (1927) mentionne avec précaution cette hypothèse non-scientifique, tout en fournissant maintes informations sur la famille du clerc assimilé au compositeur-poète. Plus sérieusement, cette hypothèse hasardeuse sur les circonstances de la mort de Jehannot de Lescurel est contestée dans l'étude de Mary et Richard Rouse, car ne reposant sur aucune preuve formelle établissant des liens entre le trouvère et le clerc pendu en 1304.

## Œuvre
Son œuvre musicale est considérée comme annonciatrice des innovations de l'Ars Nova. Elle résume aussi toute la science de composition musicale des trouvères, enrichie des réminiscences de la tradition du Midi (celle des troubadours) ; cependant le degré d’achèvement, de perfection chez lui est infiniment supérieur. Chez Lescurel on trouve déjà la division définitive en genres aux formes fixes  : rondeaux, ballades et virelais, appelés à nourrir un siècle de création.
La collection de ses compositions dont nous disposons maintenant, trente-quatre pièces, se trouve sur six feuillets du manuscrit français 146 de la Bibliothèque nationale. Ce dernier doit sa renommée à la version du Roman de Fauvel qu'il présente, version enrichie d’interpolations musicales et de miniatures. Aucune autre source contemporaine ne nous renseigne sur le compositeur ou ses écrits.
Son seul rondeau polyphonique à trois voix A vous douce débonnaire représente une transition entre l'art des trouvères et Guillaume de Machaut. Jehan nous est connu comme l’auteur de quinze ballades, douze rondeaux et cinq virelais, suivis de deux Dits entés. Généralement, on suppose qu’il ne s’agit ici que du début d’un ensemble beaucoup plus étendu, puisque les compositions sont classées par ordre alphabétique de leur incipit  (premier vers ou premiers mots) et s’arrêtent à la lettre G (excepté E). 
À l’exception d’une pièce, toutes ses chansons connues sont monodiques. Sa polyphonie est égarée ou non attribuée. On peut supposer qu’il peut avoir écrit d’autres compositions polyphoniques, grâce à quelques allusions, comme dans le Dit « Gracïeus temps », où l’histoire commence par une expédition dans la forêt printanière pour jouer un nouveau hoquet.